# Pomaia
Pomaia (già Pomaja) è una frazione del comune italiano di Santa Luce, nella provincia di Pisa, in Toscana.

## Geografia fisica
Il borgo di Pomaia si trova alle pendici delle Colline Pisane, in Val di Fine, e si sviluppa alla destra del torrente Marmigliaio, che scende dal Monte Vaso, lungo la strada provinciale 13 del Commercio tra Santa Luce e Castellina Marittima.
Pomaia dista poco più di 6 km dal capoluogo comunale e circa 48 km da Pisa.

## Storia
Pomaia è ricordata per la prima volta nella bolla di Pasquale II del 1106, nella quale è indicata l'appartenenza dell'antica pieve di Santa Maria a Pomaja all'abbazia di San Salvatore a Moxi, presso Le Badie. Il piviere di Pomaja aveva giurisdizione ecclesiastica su un ampio territorio che comprendeva anche le chiese di San Jacopo a Monte Vaso, di San Michele di Guardia nei pressi di Pastina, di San Donato a Doglia e di San Giovanni a Castellina Marittima. Il Castello di Pomaia appartenne per diverse generazioni dal XII al XV secolo ai Gaetani di Pisa, che probabilmente lo vendettero intorno al 1406. Nel 1833 la frazione contava 392 abitanti.

## Monumenti e luoghi d'interesse

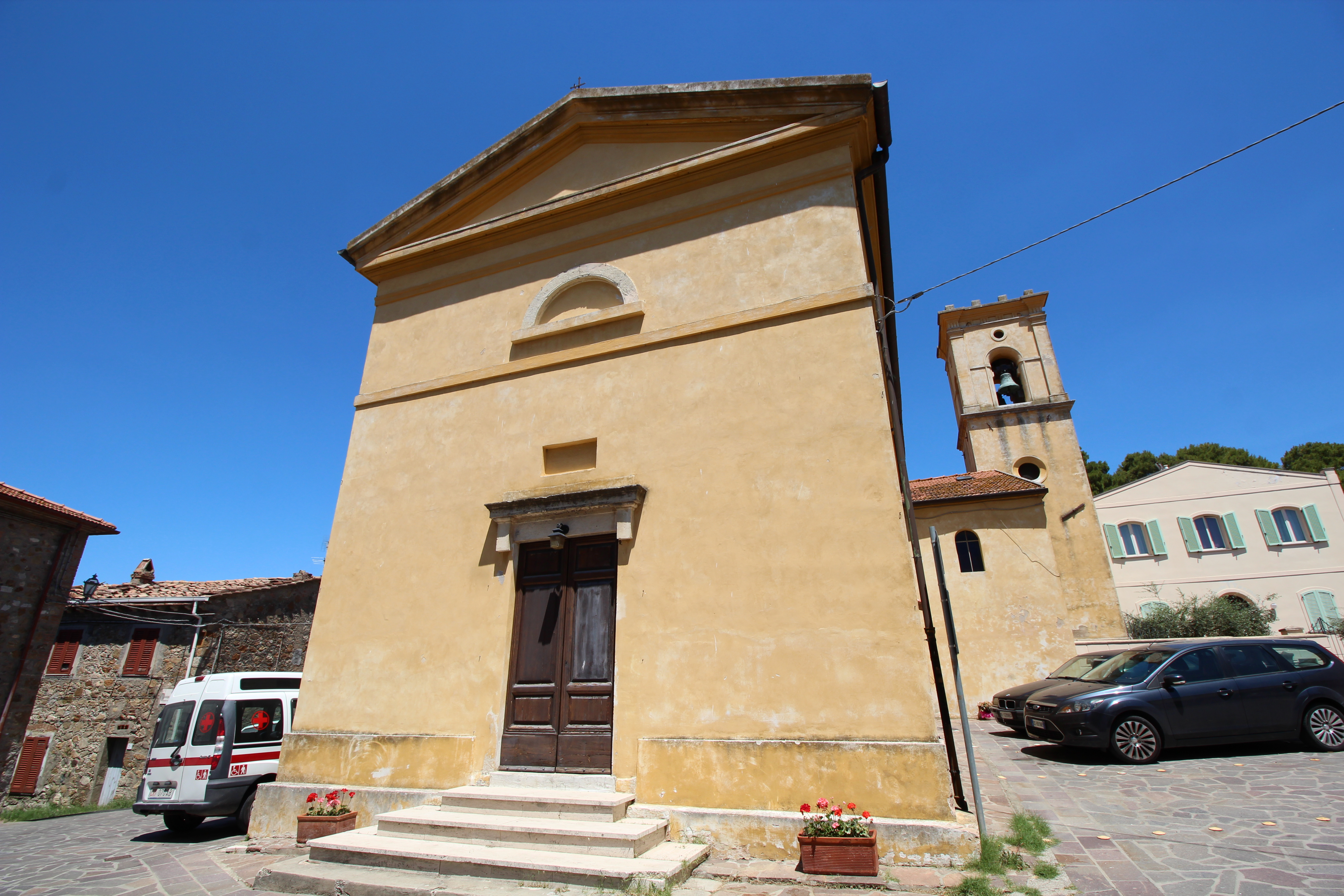
La chiesa di Santo Stefano protomartire

- Chiesa di Santo Stefano protomartire, chiesa parrocchiale della frazione, risale al 1781, ereditando la funzione della perduta pieve di Santa Maria.[3] La parrocchia di Pomaia si estende su un territorio che conta circa 500 abitanti.[4]
- Oratorio di Valdiperga[5]
- Istituto Lama Tzong Khapa, centro internazionale di studi sul buddhismo tibetano.[6]

## Economia
L'economia locale è prevalentemente basata sull'agricoltura ed il turismo, sia nazionale che straniero, favorito dall'ottima posizione geografica (collinare ed in vicinanza del mare). Molte attività agrituristiche e di accoglienza sono presenti sul territorio.
A Pomaia si registra un notevole afflusso di turisti in occasione delle varie manifestazioni che si svolgono durante l'anno, specialmente la Sagra del Baccello.  il 25 Aprile e il  Festival del Tibet Archiviato il 14 novembre 2016 in Internet Archive.  che si tiene in giugno ed è organizzato dall'Istituto Lama Tzong Khapa e dall'associazione umanitaria Yeshe Norbu Appello per il Tibet onlus  .
Durante tutto il corso dell'anno c'è un continuo afflusso di persone che partecipano ai numerosi corsi, ritiri ed eventi organizzati presso l'istituto buddista.